# Lucas Velarte
Pas d'image ? Cliquez ici

a Compétitions nationales et continentales officielles uniquement.

Dernière mise à jour le 9 mars 2025.
Lucas Velarte, né le 24 octobre 1998 à Perpignan (Pyrénées-Orientales), est un joueur français de rugby à XV qui joue aux postes de troisième ligne aile, de troisième ligne centre ou de talonneur à l'USA Perpignan.

## Biographie
Lucas Velarte naît à Perpignan dans les Pyrénées-Orientales en France. Son père, Gaby, est membre du conseil d'administration de l'USA Perpignan.
En août 2017, à l'âge de 18 ans, il dispute un match amical avec son club formateur de l'USA Perpignan face au Leinster Rugby et s'illustre notamment avec une percée de soixante mètres.
Lucas Velarte dispute son premier match avec l'équipe première de l'USA Perpignan le 27 septembre 2019 face au Rouen Normandie Rugby en Pro D2, en remplaçant Charles Géli au poste de talonneur à une minute du terme de la rencontre. Il inscrit son premier essai face au Biarritz olympique le 3 septembre 2020. Velarte vit sa première titularisation sur le terrain de l'US Carcassonne, un an jour pour jour après son premier match avec l'USAP. En 2021, il obtient la promotion en Top 14 avec son club formateur.
Velarte dispute son premier match de Top 14 face au CA Brive le 4 septembre 2021.
En septembre 2022, il est repositionné au poste de troisième ligne après de nombreuses blessures dans l'effectif perpignanais. Donnant satisfaction à ce poste, Velarte l'occupe depuis régulièrement. Le 19 novembre 2022, il dispute une rencontre avec les Barbarians français face aux Fidji. Le 9 décembre 2022, Velarte dispute son premier match dans les compétitions de l'EPCR face aux Bristol Bears en Challenge Cup.
En janvier 2025, Lucas Velarte prolonge son contrat avec l'USAP de deux saisons soit jusqu'en 2027.